# Parastephos pallidus
Parastephos pallidus is een eenoogkreeftjessoort uit de familie van de Stephidae. De wetenschappelijke naam van de soort is voor het eerst geldig gepubliceerd in 1902 door Sars G.O..